# Капитан-Димитриево
Капитан-Димитриево (болг. Капитан Димитриево) — село в Болгарии. Находится в Пазарджикской области, входит в общину Пештера. Население составляет 783 человека.

## Политическая ситуация
В местном кметстве Капитан-Димитриево, в состав которого входит Капитан-Димитриево, должность кмета (старосты) исполняет Иван Рангелов Златинов (Болгарская социалистическая партия (БСП)) по результатам выборов правления кметства.
Кмет (мэр) общины Пештера — Стелиян Иванов Варсанов (Граждане за европейское развитие Болгарии (ГЕРБ)) по результатам выборов в правление общины.